# Chrétien Wechel
Pour les articles homonymes, voir Wechel.
Chrétien Wechel ou Christian Wechel, ou encore (1495–1554) (en latin Christianus Wechelus) est un imprimeur-libraire, actif à Paris entre 1522 et 1554, originaire de Pays-Bas bourguignons.
Il se fit une grande réputation par la beauté et la correction de ses éditions d'auteurs grecs et latins.

## Éléments biographiques
Né en 1495 à Herentals, dans le Brabant, Chrétien Wechel s’installa à Paris jeune, vers 1518-1519. En 1522, il devint libraire juré et imprimeur ; à cette date, il était facteur de l’imprimeur bâlois Conrad Resch. En 1526, il acquit le fonds de Conrad Resch et se mit à son compte puis, en 1528, obtint du roi de France des lettres de naturalisation.
Chrétien Wechel se spécialisa dans les impressions grecques, hébraïques et humanistes. Il fut proche des idées de Martin Luther et des évangéliques français : le Livre de vraye et parfaicte oraison, qu’il publia en 1528, est une traduction du Betbüchlein de Luther augmentée de textes de Guillaume Farel et de Jacques Lefèvre d’Étaples. Il avait également pour ami Claude Garamond.
Sa première adresse était à l’écu de Bâle, rue Saint-Jacques, près de l’église Saint-Benoît. En 1539, il établit une succursale non loin de là, rue Saint-Jean-de-Beauvais, dans une maison qui avait appartenu à Jean Périer qui était le premier mari de sa femme, Michelle Robillard. Il prit alors pour enseigne le Cheval-Volant, ou Pégase. Les deux adresses cohabitèrent un temps puis, à partir de 1546, Chrétien Wechel abandonna l’adresse de la rue Saint-Jacques et ne donna plus dans ses ouvrages que l’adresse de la rue Saint-Jean-de-Beauvais.
Chrétien Wechel eut deux principales marques d’imprimeur, dont chacune posséda plusieurs déclinaisons. La première représente un arbre avec deux rouge-gorges et la devise « Unum arbustum non alit duos erithacos » ; la seconde montre un Pégase au-dessus d’un caducée entouré de cornes d’abondance.
Après sa mort, au début de l’année 1554, son fils André Wechel reprit son atelier.
Le catalogue des ouvrages qu'il a imprimés a été publié à Paris (1544, in-octavo).

## Livres édités
Parmi les livres édités par Chrétien Wechel, on trouve :
- en 1529 : Le livre de vraye et parfaicte oraison ;
- en 1533 : Alphabetum Hebraicum, d’Agacio Guidacerio ;
- en 1533 : Tabula in grammaticen Hebraeam, de Nicolas Clénard ;
- en 1537 : Compendium Hebraicae grammaticae, de Sebastian Münster ;
- en 1537 : Peculium Agathii, d’Agacio Guidacerio ;
- en 1541 : Institutiones Hebraicae, d’Alain Restauld de Caligny (avec Jérôme de Gourmont) ;
- en 1543 : Alphabetum Hebraicum, de Jean de Drosay ;
- en 1550 : Prima rudimenta in linguam Hebraeam, de Ralph Baines (avec Charles Périer) ;
- en 1553 : Epistola ad Iudaeos, de Ludovico Carreto.